# Жервеза (фільм)
«Жервеза» (фр. Gervaise) —фільм-драма французького режисера Рене Клемана. Екранізація роману Еміля Золя «Пастка». Стрічку відзначено понад 10 престижними кінематографічними нагородами, зокрема премією BAFTA за Найкращий фільм і премією ФІПРЕССІ Венеційського кінофестивалю.

## Сюжет
Передмістя Парижа, 1850-і роки. Жервеза (Марія Шелл) —молода приваблива жінка, що злегка накульгує. Вона приїхала з провінції й, після того, як її з двома дітьми кинув співмешканець, вимушена працювати пралею. Незабаром вона виходить заміж за покрівельника Анрі Купо (Франсуа Пер'є), у них народжується ще одна дитина. Сім'ї вдається зібрати деякі гроші, але одного разу під час роботи Анрі падає з даху, і усі заощадження йдуть на лікування. Старий товариш чоловіка коваль Гужі (Жак Арден) позичає їм 500 франків, щоб Жервеза змогла відкрити свою невелику крамничку-прасувальню і відмовилася від непосильної праці в пральні. Справи сім'ї знову налагоджуються, але Анрі починає багато пити, витрачаючи скромні накопичення в найближчому шинку «Пастка». Звертаючись до Гужі за відстрочкою, Жервеза помічає, що той має до неї романтичні почуття. У кварталі знову з'являється Віржіні́ Пуассон (Сюзі Делер) — колишня повія, а нині дружина місцевого поліціянта. Вона має до Жервези приховану ненависть за образу, нанесену багато років тому.
Гужі, звинувачуваний в організації страйку, отримує рік в'язниці. Після звільнення він, знову не добившись взаємності від Жервези, від'їжджає з міста у пошуках роботи. До Парижа повертається Лантьє (Арман Местраль), колишній співмешканець Жервези. Анрі, всупереч волі дружини, погоджується здати йому кімнату. У один з вечорів Лантьє спокушає Жервезу. Купо знаходиться у стані безпробудного пияцтва і нічого не помічає. Одного разу в стані алкогольного психозу він влаштовує в крамниці цілковитий погром, а через невеликий час помирає в лікарні. Жервеза, що залишена усіма, розгубила клієнтів, починає випивати й дуже скоро втрачає людське обличчя. Кинута нею дочка Нана виходить з шинку «Пастка» і приєднується до інших маленьких безхатьків Монмартру.

## В ролях
| Актор          | Роль                                  |
| -------------- | ------------------------------------- |
| Марія Шелл     | Жервеза                               |
| Франсуа Пер'є  | покрівельник Анрі Купо, її чоловік    |
| Жак Арден      | коваль Гуже                           |
| Сюзі Делер     | Віржіні́ Пуассон                       |
| Арман Местраль | колишній співмешканець Жервези Лантьє |
| Жані Ольт      | мадам мадам Лор'є, сестра Анрі        |

## Нагороди (обрані)
- 1956 рік — Венеційський кінофестиваль: приз ФІПРЕССІ за режисуру (Рене Клеман), New Cinema Award і Volpi Cup (обидва — Марія Шелл). Номінація стрічки на премію Золотий лев.
- 1956 рік — Бамбі: Найкраща німецька акторка (Шелл)[2].
- 1957 рік — премія BAFTA: за Найкращий фільм, Найкращий іноземний актор (Франсуа Пер'є). Номінація на премію Найкращій іноземній акторці (Шелл).
- 1957 рік — номінація на премію «Оскар» за Найкращий фільм іноземною мовою.

## Найдорожчий фільм
З урахуванням інфляції, вартість виробництва склала 214 мільйони доларів за цінами 2012 року. Таким чином, «Жервеза» є найдорожчим фільмом, знятим за межами США, і займає 14-е місце в списку найдорожчих фільмів в історії кінематографа (станом на початок 2014 року).